# Platysenta consocia
Platysenta consocia là một loài bướm đêm trong họ Noctuidae.